# Pêcher
Pêcher (dt.: „Fischen“) ist eine Siedlung im Parish Saint Andrew im Zentrum von Grenada.

## Geographie
Die Siedlung liegt im Zentrum der Insel, oberhalb des Tales des Balthazar River auf ca. 280 m Höhe bei Morne Longue. Unterhalb des Ortes liegt Nianganfoix.
Der umgebende Wald steht im Mount St. Catherine Forest Reserve unter Naturschutz.